# 暗影巨蜥
暗影巨蜥（学名：Varanus nebulosus），一种分布于东南亚和中国南方等地区的爬行动物，隶属于有鳞目巨蜥科巨蜥属。本种曾被视为孟加拉巨蜥（Varanus bengalensis）的一个亚种。1994年，中国学者曾描述一新种－越南巨蜥（Varanus vietnamensis），现学术界一般认为是本种的次定同物异名。